# Rhythm and Hues Studios
Rhythm & Hues Studios es una empresa estadounidense de efectos visuales y animación que recibió el Óscar a los mejores efectos visuales en 1995 por Babe, en 2008 por La brújula dorada y en 2013 por La vida de Pi. También ha recibido cuatro Óscars Científicos y Técnicos.

## Historia

### 1987–2012
Rhythm & Hues Studios fue creada en Los Ángeles, California en 1987 por exempleados de Robert Abel and Associates (John Hughes, Pauline Ts'o, Keith Goldfarb, Cliff Boule, Frank Wuts y Charles Gibson. La empresa utiliza su propio software propietario para su animación de personajes/efectos visuales fotorrealistas. En 1999, Rhythm & Hues Studios adquirieron la casa de efectos visuales VIFX de 20th Century Fox.

### 2013
Cuando en Rhythm & Hues comenzaron a trabajar en la película de 2012 de Ang Lee, La vida de Pi, la empresa se había convertido en una empresa mundial con oficinas y artistas de la India (en Malad, un suburbio de Bombay, y HITEC City, que se encuentra en Hyderabad), Malasia (en Ciberjaya a las afueras de Kuala Lumpur), Canadá (en Vancouver) y Taiwán (en Kaohsiung). El artista Abdul Rahman en la rama de Malasia subrayó la naturaleza global del proceso de los efectos, diciendo que "lo especial acerca de La vida de Pi es que era la primera vez que hicimos algo que se llama renderizado remoto, donde usamos nuestra infraestructura en la nube en Taiwán llamada CAVE (Cloud Animation and Visual Effects)".
El supervisor de VFX (efectos visuales) de R&H Bill Westenhofer dijo que las discusiones sobre el proyecto comenzaron con Ang Lee en agosto de 2009. Westenhofer señaló que Lee "sabía que habíamos hecho el león en la primera película de Narnia. Él preguntó: '¿Un personaje digital se ve más o menos real en 3D?' Nos miramos el uno al otro y pensamos que era una muy buena pregunta." También declaró que, durante estas reuniones, Lee dijo: "'Tengo ganas de hacer arte con ustedes .' "Esta fue realmente para mí una de las cosas más gratificantes en que he trabajado y la primera oportunidad de combinar realmente arte con VFX. Cada toma era exploración artística, para hacer del océano un personaje y hacerlo interesante tuvimos que esforzarnos para que fuese tan visualmente impresionante como fuese posible." Rhythm & Hues pasaron un año en investigación y desarrollo, "basándose en su ya vasto conocimiento de animación CG" para desarrollar el tigre. La revista Sight & Sound del British Film Institute sugirió que, "La vida de Pi puede ser vista como la película que Rhythm & Hues ha ido construyendo a lo largo de todos estos años, mediante la adopción de las cosas que aprendieron de cada producción desde Cats & Dogs a Yogi Bear, integrando sus animales en diferentes situaciones y ambientes, empujándolos a hacer más, y entendiendo cómo todo esto puede tener éxito tanto visualmente como dramáticamente."
Sin embargo, poco tiempo después de que La vida de Pi fuese lanzada, Rhythm & Hues Studios se declaró en bancarrota bajo el Capítulo 11, el 11 de febrero de 2013. Alrededor de 254 personas fueron despedidas en ese momento. Esto llevó a una manifestación de cerca de 500 artistas de efectos visuales que protestaron fuera de los Premios Óscar 2013, mientras Rhythm & Hues estaba nominada a un Óscar (que ganó) por La vida de Pi. En el interior, en los Óscar, cuando el supervisor de efectos visuales de R&H Bill Westenhofer mencionó a R&H durante su discurso de aceptación por La vida de Pi, el micrófono fue cortado. Esto comenzó un alboroto entre muchos profesionales de la industria de efectos visuales, cambiando las fotos de perfil en los medios sociales como Facebook y Twitter para mostrar el color del croma verde, con el fin de crear conciencia sobre lo que está sucediendo con la industria de los efectos. Además, el director Ang Lee fue duramente criticado por la comunidad por no reconocer su trabajo en la película cargada de efectos en su discurso de aceptación (donde parecía agradecer a todos los demás), y por quejarse anteriormente de los costos de los efectos visuales.
El 29 de marzo, una filial de Prana Studios, 34x118 Holdings, LLC ganó la licitación de Rhythm and Hues en una subasta por bancarrota. La venta fue "valorada en unos 30 millones de dólares".
En mayo, el edificio de la sede de El Segundo se vendió por 25 millones de dólares y fue convertido en un campus para empresas. Al mismo tiempo, la unidad de Malasia se convirtió en una "entidad independiente" (ahora conocida como Tau Films http://www.taufilms.com/), ya que no formaba parte de la venta.

## Life After Pi
En febrero de 2014, Christina Lee Storm y Scott Leberecht lanzaron el documental Life After Pi para YouTube. El documental detalla tanto las razones detrás de la quiebra, así como las dificultades de carácter general que enfrenta la comunidad de los efectos visuales. Contiene una serie de entrevistas con exempleados de Rhythm & Hues, incluyendo a los cofundadores John Hughes y Keith Goldfarb. Bill Westenhofer también habla de su experiencia en los Óscar al aceptar el premio de Efectos Visuales por el trabajo de Rhythm & Hues en La vida de Pi.

## Filmografía selecta
2015
- El séptimo hijo
- I
- Alvin and the Chipmunks: The Road Chip

2014
- 300: Rise of an Empire
- X-Men: días del futuro pasado

2013
- Percy Jackson y el mar de los monstruos
- R.I.P.D.
- The Secret Life of Walter Mitty

2012
- Big Miracle
- The Cabin in the Woods
- Django Unchained
- Los juegos del hambre
- Life of Pi
- Snow White and the Huntsman

2011
- Alvin y las ardillas 3
- Hop
- Moneyball
- Mr. Popper's Penguins
- X-Men: primera generación

2010
- The A-Team
- Marmaduke
- Percy Jackson y el ladrón del rayo
- Yogi Bear

2009
- Alvin y las ardillas 2
- Night at the Museum: Battle of the Smithsonian

2008
- The Incredible Hulk
- La momia: la tumba del emperador Dragón

2007
- La brújula dorada
- Alvin y las ardillas (película)
- Evan Almighty

2006
- Charlotte's Web
- Garfield 2
- Happy Feet
- Night at the Museum
- Superman Returns
- X-Men: The Last Stand

2005
- The Chronicles of Narnia: The Lion, the Witch and the Wardrobe
- Elektra
- Ice Princess

2004
- La vuelta al mundo en 80 días
- Garfield: la película
- Scooby-Doo 2: Monsters Unleashed

2003
- El Gato
- Daredevil
- Elf
- El Señor de los Anillos: el retorno del Rey
- X-Men 2

2002
- Hombres de negro II
- Scooby-Doo
- Stuart Little 2
- The Sum of All Fears

2001
- Dr. Dolittle 2
- Harry Potter y la piedra filosofal
- El Señor de los Anillos: la Comunidad del Anillo
- El planeta de los simios

2000
- El Grinch
- X-Men

1999
- Anna and the King
- The Green Mile
- The Story of Us
- Stuart Little

1998
- Babe: Pig in the City
- The Parent Trap
- Stepmom

1997
- Batman y Robin

1996
- Kazaam
- El profesor chiflado

1995
- Babe
- Batman Forever
- Waterworld

1993
- Hocus Pocus

## Premios

### Óscar a los mejores efectos visuales
- 2012: Ganó: Life of Pi[34]
- 2007: Ganó: La brújula dorada[35]
- 1995: Ganó: Babe[35]

### BAFTA a los mejores efectos visuales
- 2013: Ganó: Life of Pi[36]
- 2007: Ganó: La brújula dorada, Visual Effects[37]

## Lecturas recomendadas
- Lee, Kevin. "Video essay: The animal menagerie of Rhythm and Hues". Sight & Sound, British Film Institute. December 21, 2012.
- "'Life of Pi's' digital magic". Los Angeles Times, January 17, 2013.
- Zahed, Ramin. "Beyond Talking Pigs and Chipmunks". Animation Magazine, April 2, 2012.